# 厄瓜多尔工人联盟
厄瓜多尔工人联盟（西班牙語：Confederación de Trabajadores del Ecuador，缩写为CTE）是厄瓜多尔的一个全国性工会联合会。该组织成立于1944年7月9日。
目前，厄瓜多尔共产党实际领导着该组织。该组织的总部位于基多。该组织是世界工会联合会的成员。